# 34334 Georgiagrace
34334 Georgiagrace è un asteroide della fascia principale. Scoperto nel 2000, presenta un'orbita caratterizzata da un semiasse maggiore pari a 2,9384763 au e da un'eccentricità di 0,0422202, inclinata di 2,70574° rispetto all'eclittica.